# Die Panther
Die Panther (frz. Les Panthères) ist ein von Edouard Aidans im realistischen Stil gezeichneter frankobelgischer Comic.
Die Abenteuer dreier junger Frauen, die in der französischen Hauptstadt ihr Glück versuchen, erschienen erstmals 1971 in der belgischen und französischen Ausgabe von Tintin sowie in der niederländischen Version Kuifje. Greg (Michel Régnier) schrieb zunächst kapitelweise und kehrte 1973 zur üblichen Fortsetzungsgeschichte zurück. In Tintin Sélection und Kuifje Pocket kam zudem ein illustrierter Kurzroman nach einer Idee von Jacques Acar heraus.
Lombard begann 1974 mit der Veröffentlichung der Alben in der Reihe Jeune Europe. Aus Anlass des sechzigjährigen Verlagsjubiläums erschien 2008 in der Reihe Millésimes eine Gesamtausgabe. Diese Gesamtausgabe erschien 2021 auf Deutsch bei Kult Comics. In niederländischer Sprache erschienen die Alben von 1974 bis 1975.

## Albenlange Geschichten
- Le Magicien qui n’existait pas (1971)
- L’Homme qui refusait la vie (1971–1972)
- Le Bolide maudit (1973)